# Ethelda Bleibtrey

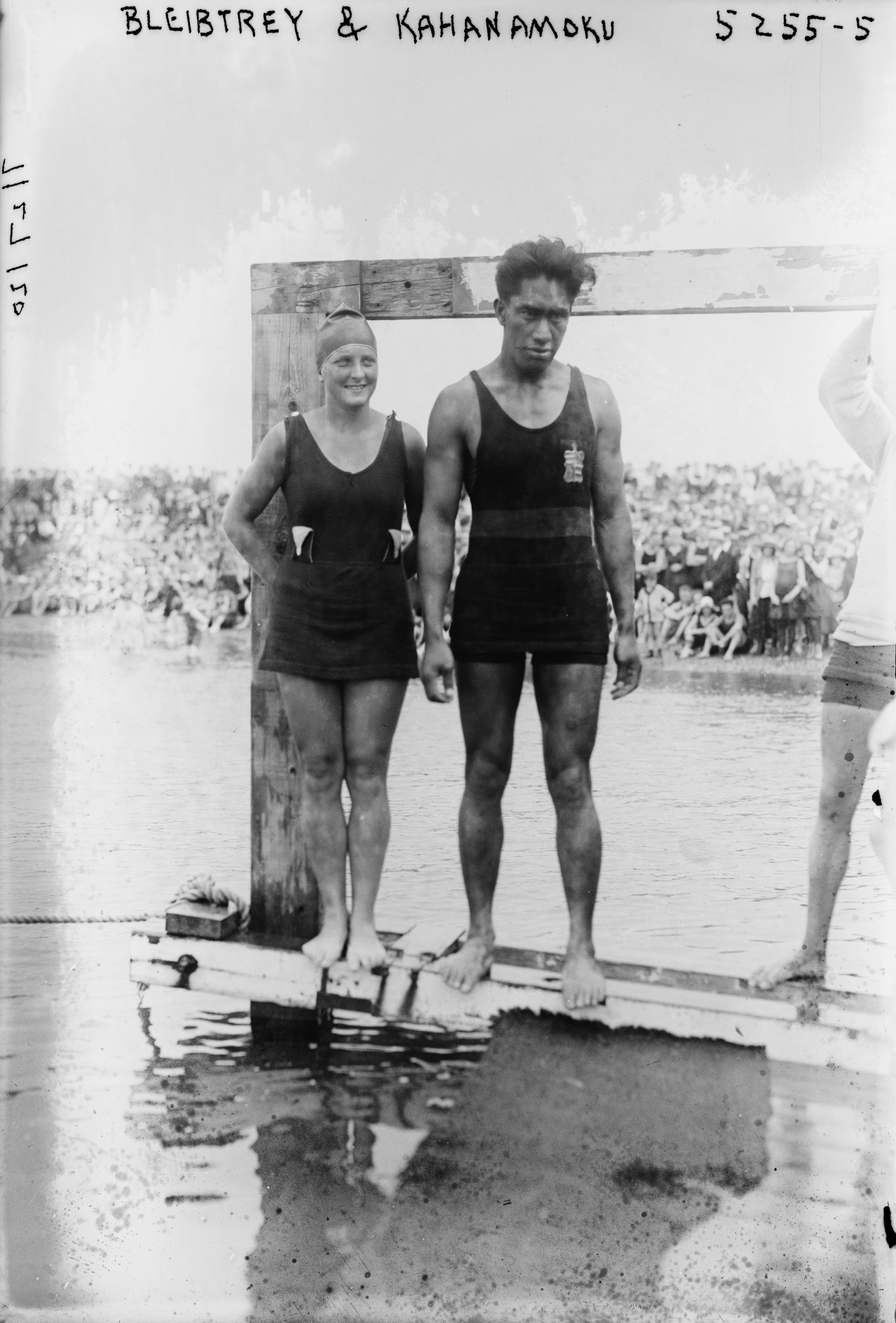
Ethelda Bleibtrey mit Duke Kahanamoku

Ethelda Bleibtrey (* 27. Februar 1902 in Waterford; † 6. Mai 1978 in West Palm Beach) war eine US-amerikanische Schwimmerin.
Bei den Olympischen Spielen 1920 in Antwerpen wurde sie dreifache Olympiasiegerin im Schwimmen. Sie gewann sowohl in den Einzeldisziplinen 100 und 300 m Freistil als auch mit der 4 × 100-m-Freistilstaffel. Somit gewann sie alle möglichen Goldmedaillen, da in Antwerpen nicht mehr Schwimmwettbewerbe ausgetragen wurden. Inklusive der Vorrunden schwamm sie fünf Rennen und brach jedes Mal den Weltrekord. Nachdem es damals so kurz nach dem Ersten Weltkrieg keine Schwimmhallen gab, wurden die Wettbewerbe in einer Flussmündung ausgetragen.
Im Jahr 1967 wurde sie in die Ruhmeshalle des internationalen Schwimmsports aufgenommen.